# Tadayuki Naitō
Tadayuki Naitō (内藤 忠行, Naitō Tadayuki, né le 30 mai 1941) est un photographe japonais connu pour ses photographies de musiciens de jazz et d’Afrique.

## Biographie
Tadayuki Naitō naît à Asakusa (Tokyo), au Japon, en 1941. Il est diplômé de photographie de 東京デザイナーズ学院 (Tōkyō Dezaināzu Gakuin) en 1964. En 1970, il crée sa propre société, Photohouse OM.
Dès son jeune âge, il s'intéresse au jazz et à la photographie et commence à photographier les musiciens de jazz en concert dès la fin de son adolescence. En 1970, il publie un livre de photos sur le trompettiste Terumasa Hino. Il voyage en Afrique, en Asie et en Amérique, ce qui conduit à un certain nombre d'images insolite : Zebra, recueil de ses photographies de zèbre, est publié en 1988, et d'autres travaux utilisent des thèmes de zèbres, souvent dans des collages. Plus récemment, il se tourne vers la photographie de lotus.
En dehors du Japon, Naitō est peut-être mieux connu pour ses photographies de Miles Davis, dont celles utilisées sur les pochettes des albums Pangaea et Agharta de 1976 ainsi qu'une version en édition limitée de Black Beauty: Live at the Fillmore West. Naitō a également produit des enregistrements.
Les œuvres de Naitō font partie des collections permanentes du musée métropolitain de photographie de Tokyo et du musée municipal de Kawasaki.

## Expositions/Spectacles
- Portrait of New Orleans, Grands magasins Seibu, Ikebukuro, 1972.
- Exposition à la Gallery Min, Tokyo, 18 mai - 13 juin 1991. Catalogue : Tadayuki Naito: Sakura (Tokyo, 1991).
- En 2002-2003, la fondation du Japon et la New York Foundation for the Arts ont financé Mother/Child, performance multimedia mélant chorégraphie, vidéo, photographie et art scénique. Naitō était l'un des artistes représentés[1].
- Du mois de mai au mois de juin 2007, une rétrospective de son travail a été organisée à la galerie Canon Open à Shinagawa (Tokyo)[2].

## Publications
- Hino Terumasa no sekai (日野皓正の世界?, litt. « Le monde de Terumasa Hino »), Tokyo, Sankei Shinbunsha, 1970.
- Nabesan: Tokyo-Dar es Salaam-New York, Tokyo, Tairyūsha, 1977.
- Afurika no tabi (アフリカの旅?, litt. « Voyage africain »), Tokyo, Photohouse OM, 1980 (photographies noir et blanc de l'Afrique: paysages, animaux, hommes).
- Chikyū fūzoku mandara (地球風俗曼陀羅?), Kobe, Kobe Shinbun Sōgō Shuppan Sentā, 1981.
- Afurika no uta (アフリカの歌?, litt. « Chant d'Afrique »), Tokyo, Shōbunsha, 1982.
- Zebra, Tokyo, Jōhō Sentā, 1988.
- Sakura-Cosm, Tokyo, Switch Shoseki Shuppanbu, 1990.
- Shinkuro baibusu (シンクロ・バイブス, Synchro Vibes?), Tokyo, JICC Shuppankyoku, 1991.
- Waga kokoro no Afurika (わが心のアフリカ?), avec Lyall Watson, Tokyo, Chikuma Shobō, 1992.
- Uchū no katachi, Nihon no niwa (宇宙のかたち 日本の庭?, litt. « jardins japonais en présence du cosmos »), Tokyo, Sekai Bunkasha, 1998.
- Iro wa koto no ha (色はことのは?), Tokyo, Kentōsha, 2003.
- Burū rōtasu (ブルー・ロータス?, litt. « Lotus bleu »), Tokyo, Hyōgensha, 2005.